# آمورسباخ
آمورسباخ (به آلمانی: Amorsbach) یک رود در آلمان است که در کولزهایم واقع شده‌است.